# Una volta ho incontrato un miliardario
Una volta ho incontrato un miliardario (Melvin and Howard) è un film del 1980 di Jonathan Demme.
È interpretato da Paul Le Mat, nel ruolo di Melvin, un giovanotto che un giorno dà un passaggio a Howard, un vagabondo messo male in arnese. L'incontro gli cambierà la vita, perché Howard potrebbe essere Howard Hughes.

## Trama
Il film narra di un ipotetico incontro tra il famoso miliardario Howard Hughes e l'anonimo Melvin Dummar. Una notte, durante una corsa in moto, Hughes perde il controllo e si schianta nel deserto del Nevada; mentre giace sul lato di un tratto della Highway 95, viene soccorso da Melvin Dummar, che si trovava a passare di lì. Lo straniero, celando la sua vera identità, chiede a Melvin di non portarlo in ospedale ma a Las Vegas. Melvin accetta e durante il viaggio iniziano una lunga conversazione che scioglie il miliardario in incognito, così quando arrivano a destinazione egli rivela la sua vera identità. 
Il resto del film si concentra sulla normale vita di Melvin, sui suoi alti e bassi tra i matrimoni, i lavori e le difficoltà dovute alla sua natura di spendaccione ottimista, e i suoi inutili sforzi per agguantare il sogno americano. 
Dopo anni di vicissitudini, sembra che abbia raggiunto una certa stabilità con la seconda moglie e gestendo una pompa di benzina nello Utah mormone, quando un giorno si ferma alla stazione di servizio una limousine, che lascia una busta per lui con il "Testamento e ultime volontà di Howard Hughes". Inizialmente spaventato, Melvin nasconde il fatto ma la stampa scopre tutto e finisce per doversi giustificare davanti ad un tribunale, ammettendo di aver conosciuto l'eccentrico miliardario, ma negando ogni forzatura da parte sua a costringere il miliardario a farne il suo unico erede, per cui alla fine Melvin realizza i suoi sogni grazie all'eredità insperata di Howard Hughes.

## Produzione
Il film fu prodotto dall'Universal Pictures.

## Distribuzione
Distribuito dall'Universal Pictures, fu distribuito nelle sale cinematografiche USA il 19 settembre 1980.

## Riconoscimenti
- 1981 - Premio Oscar
  - Miglior attrice non protagonista a Mary Steenburgen
  - Migliore sceneggiatura originale a Bo Goldman
  - Candidatura Miglior attore non protagonista a Jason Robards
- 1981 - Golden Globe
  - Miglior attrice non protagonista a Mary Steenburgen
  - Candidatura Miglior film commedia o musicale
  - Candidatura Miglior attore in un film commedia o musicale a Paul Le Mat
  - Candidatura Miglior attore non protagonista a Jason Robards
- 1981 - Kansas City Film Critics Circle Award
  - Miglior attrice non protagonista a Mary Steenburgen
- 1980 - Los Angeles Film Critics Association Award
  - Miglior attrice non protagonista a Mary Steenburgen
- 1980 - New York Film Critics Circle Award
  - Migliore regia a Jonathan Demme
  - Miglior attrice non protagonista a Mary Steenburgen
  - Migliore sceneggiatura a Bo Goldman